# Campeonato Profesional 1986
Il Campeonato Profesional 1986 fu la trentottesima edizione del campionato colombiano di calcio; fu strutturato in due fasi, Torneo José Eduardo Gnecco e Torneo Edmer Tamayo Marín, che davano l'accesso al girone finale da otto squadre. Il campionato fu vinto dall'América de Cali per la sesta volta nella sua storia.

## Torneo "José Eduardo Gnecco"
Il torneo si disputò con due gironi da sette squadre ciascuno, con partite di andata e ritorno; le due migliori classificate si contendono 1 punto bonus, le seconde 0.50 punti bonus.

### Gruppo A
| Pos | Squadra                | P  | G  | V | N | S | GF | GS |
| --- | ---------------------- | -- | -- | - | - | - | -- | -- |
| 1.  | Independiente Medellín | 18 | 14 | 7 | 4 | 3 | 18 | 11 |
| 2.  | Millonarios            | 17 | 14 | 6 | 5 | 3 | 25 | 13 |
| 3.  | Deportes Quindío       | 17 | 14 | 6 | 5 | 3 | 21 | 11 |
| 4.  | Deportivo Cali         | 13 | 14 | 5 | 3 | 6 | 14 | 17 |
| 5.  | Unión Magdalena        | 13 | 14 | 5 | 3 | 6 | 13 | 21 |
| 6.  | Once Caldas            | 12 | 14 | 3 | 6 | 5 | 13 | 14 |
| 7.  | Atlético Bucaramanga   | 10 | 14 | 2 | 6 | 6 | 12 | 22 |

### Gruppo B
| Pos | Squadra                | P  | G  | V | N | S  | GF | GS |
| --- | ---------------------- | -- | -- | - | - | -- | -- | -- |
| 1.  | Junior                 | 19 | 14 | 6 | 7 | 1  | 25 | 14 |
| 2.  | América de Cali        | 18 | 14 | 7 | 4 | 3  | 28 | 14 |
| 3.  | Cúcuta Deportivo       | 15 | 14 | 4 | 7 | 3  | 13 | 14 |
| 4.  | Atlético Nacional      | 14 | 14 | 5 | 4 | 5  | 14 | 13 |
| 5.  | Independiente Santa Fe | 14 | 14 | 4 | 6 | 4  | 13 | 13 |
| 6.  | Deportivo Pereira      | 14 | 14 | 4 | 6 | 4  | 16 | 19 |
| 7.  | Deportes Tolima        | 2  | 14 | 0 | 2 | 12 | 7  | 32 |

|  | Classificato per il girone Bonus |

## Torneo "Edmer Tamayo Marín"
| Pos | Squadra                | P  | G  | V  | N  | S  | GF | GS |
| --- | ---------------------- | -- | -- | -- | -- | -- | -- | -- |
| 1.  | Millonarios            | 34 | 26 | 12 | 10 | 4  | 37 | 20 |
| 2.  | América de Cali        | 33 | 26 | 13 | 7  | 6  | 41 | 25 |
| 3.  | Independiente Medellín | 32 | 26 | 11 | 10 | 5  | 33 | 20 |
| 4.  | Deportivo Cali         | 31 | 26 | 12 | 7  | 7  | 34 | 25 |
| 5.  | Atlético Nacional      | 31 | 26 | 8  | 15 | 3  | 25 | 17 |
| 6.  | Once Caldas            | 30 | 26 | 10 | 10 | 6  | 37 | 26 |
| 7.  | Deportes Quindío       | 29 | 26 | 8  | 13 | 5  | 35 | 27 |
| 8.  | Santa Fe               | 27 | 26 | 10 | 7  | 9  | 24 | 24 |
| 9.  | Unión Magdalena        | 26 | 26 | 11 | 4  | 11 | 29 | 38 |
| 10. | Junior                 | 26 | 26 | 9  | 8  | 9  | 25 | 28 |
| 11. | Atlético Bucaramanga   | 25 | 26 | 7  | 11 | 8  | 32 | 36 |
| 12. | Deportes Tolima        | 19 | 26 | 8  | 3  | 15 | 23 | 33 |
| 13. | Cúcuta Deportivo       | 13 | 26 | 2  | 9  | 15 | 15 | 34 |
| 14. | Deportivo Pereira      | 8  | 26 | 1  | 6  | 19 | 14 | 51 |

## Octagonal Final
| Pos | Squadra                | Bonus | P     | G  | V  | N | S | GF | GS | DR  |
| --- | ---------------------- | ----- | ----- | -- | -- | - | - | -- | -- | --- |
| 1.  | América de Cali        | 1.00  | 22    | 14 | 9  | 3 | 2 | 24 | 12 | 12  |
| 2.  | Deportivo Cali         | 0.25  | 20.25 | 14 | 10 | 0 | 4 | 25 | 14 | 11  |
| 3.  | Millonarios            | 1.50  | 17.50 | 14 | 7  | 2 | 5 | 16 | 13 | 3   |
| 4.  | Junior                 | 1.00  | 16    | 14 | 6  | 3 | 5 | 16 | 15 | 1   |
| 5.  | Independiente Medellín | 1.25  | 12.25 | 14 | 3  | 5 | 6 | 11 | 19 | -8  |
| 6.  | Atlético Nacional      | 0     | 10    | 14 | 3  | 4 | 7 | 12 | 15 | -3  |
| 7.  | Deportes Quindío       | 0     | 10    | 14 | 3  | 4 | 7 | 10 | 15 | -5  |
| 8.  | Once Caldas            | 0     | 9     | 14 | 3  | 3 | 8 | 18 | 29 | -11 |

## Verdetti
- América de Cali campione di Colombia
- América de Cali e Deportivo Cali qualificate alla Coppa Libertadores 1987.

## Classifica marcatori
| Nome               | Squadra                | Gol |
| ------------------ | ---------------------- | --- |
| Héctor Sossa       | Independiente Medellín | 23  |
| Ricardo Gareca     | América de Cali        | 21  |
| Jorge Taverna      | Deportes Quindío       | 18  |
| Juan Galeano       | Atlético Nacional      | 17  |
| Sergio Angulo      | Deportivo Cali         | 16  |
| José Ricardo Pérez | Once Caldas            | 16  |